# 白川のぞみ
白川 のぞみ（しらかわ のぞみ、1999年12月9日 - ）は、日本のグラビアアイドル、タレント 。北海道出身。

## 略歴
北海道在住時に自撮り等をTwitter（現・X）に上げていたところ、声を掛けられてデビューに至る。
2021年10月、1stDVD『ミルキー・グラマー』（竹書房）を発売。
2022年4月、3rdDVD『ふわふわのぞみん』（ラインコミュニケーションズ）発売時に「白川希美」から「白川のぞみ」に改名。
2022年10月、愛猫と共に北海道から上京。
2023年12月、1st写真集『白』（徳間書店）を発売。

## 人物
- 趣味：手先を使うこと、ゲーム[1]。
- 特技：お家に引きこもること[1]。
- デビュー時にIカップと公表されていたが、その後Kカップに訂正された[2]。
- 中1でGカップ、高校卒業の頃はH〜Jカップであった[8]。

## 作品

### イメージビデオ
白川希美 名義
- ミルキー・グラマー（2021年10月22日、竹書房）[9][10]
- キミのノゾミ、かなえてあげる（2022年1月28日、スパイスビジュアル）[11]

白川のぞみ 名義
- ふわふわのぞみん（2022年4月20日、ラインコミュニケーションズ）[12][13]
- 太陽と月（2022年7月28日、サウスキャット）[14][15]
- 人魚と眠る夜（2022年10月25日、エアーコントロール）[16][17]
- 妄想インビテーション（2023年1月20日、ラインコミュニケーションズ）[18][19]
- しまんちゅのぞみん（2023年9月27日、スパイスビジュアル）[20]
- お久しぶりです！ のぞみんです！（2024年8月30日、竹書房）[21][22]
- 家政婦ののぞみ（2025年7月30日、スパイスビジュアル）[23][24]

### 動画配信
白川のぞみ 名義
- 無垢に美しく輝く（2024年7月31日、ギルド）[25]

## 出版

### 写真集
白川のぞみ 名義
- 白（2023年12月8日、徳間書店、撮影：野澤亘伸）[26]

### デジタル写真集
白川希美 名義
- Iカップグラマー（2022年1月28日、竹書房［Bamboo e-Book］）
- たぷーん（2022年1月28日、竹書房［Bamboo e-Book］）
- ホワイト（2022年1月28日、竹書房［Bamboo e-Book］）
- キミのノゾミ、かなえてあげる Vol.1･2（2022年3月2日、スパイスビジュアル）
- Kiss You（2022年4月3日、エー・ビー・エンターテイメント）

白川のぞみ 名義
- Moon＆Sun vol.1 月･2 太陽（2022年9月30日、講談社［FRIDAYデジタル写真集］、撮影：八坂悠司）[27][28]
- 白蜜桃 vol.1･2･3（2023年4月14日、講談社［FRIDAYデジタル写真集］、撮影：西田幸樹）[29][30][31]
- 週刊GIRLS-PEDIA 024（2023年7月1日、KADOKAWA）[32]
- 白金色のKカップ Oilyショット（2023年7月14日、徳間書店［アサ芸Secret!デジタル写真集］、撮影：野澤亘伸）
- 巨乳3姉妹 「グラビア秘宝館」シリーズ（2023年7月21日、講談社［週刊現代デジタル写真集］、撮影：イワタ、塩原洋）共演：原つむぎ、ぷにたん[33]
- ありえないほど白い肌 「グラビア秘宝館」シリーズ（2023年10月27日、講談社［週刊現代デジタル写真集］、撮影：イワタ、小林修士）[34]
- ごぶさたです！（2024年10月11日、竹書房［Bamboo e-Book］）
- たわわたわわ（2024年10月11日、竹書房［Bamboo e-Book］）
- パーフェクトコンビネーション（2024年10月11日、竹書房［Bamboo e-Book］）
- 秘密の誘惑（2024年12月26日、宝島社［GIRLS graph.デジタル写真集］）

### トレーディングカード
- 白川のぞみ ファースト・トレーディングカード（2023年5月27日、ヒッツ）[35][36]